# رود اوی
رود اوی (به ژاپنی: 大井川) رودی است به اقیانوس آرام می‌ریزد. این رود از کشور ژاپن می‌گذرد. طول آن ۱۶۸ کیلومتر (۱۰۴ مایل) است.